# SpaceX Starbase

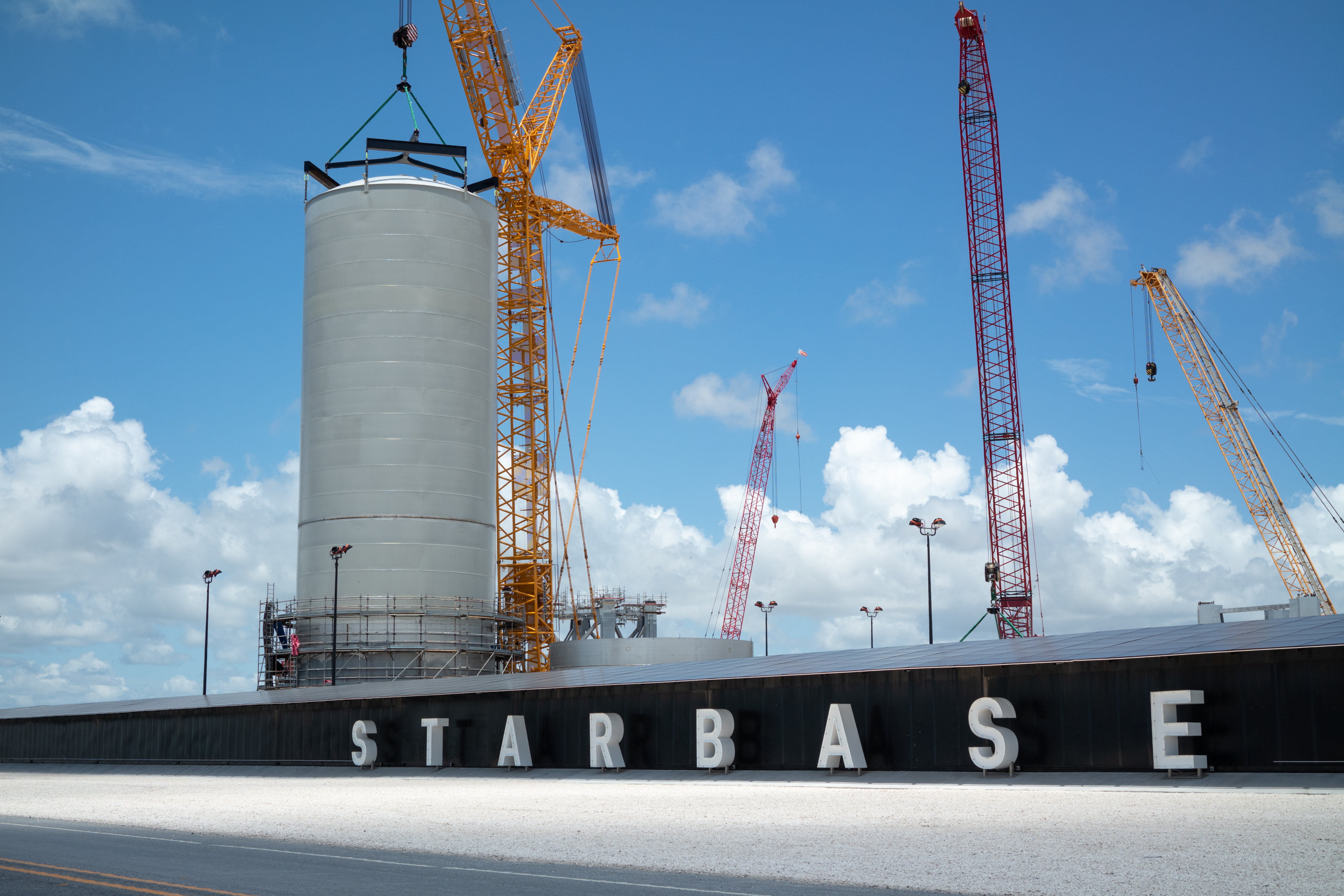
Entrée de SpaceX Starbase.

Le SpaceX Starbase, aussi connu sous le nom de Boca Chica Launch Site, anciennement SpaceX South Texas Launch Site, est une base privée de production, de test et de lancement de fusées appartenant à SpaceX, située à Boca Chica Village, au Texas, sur la côte est des États-Unis, près de la frontière avec le Mexique. Ce site de lancement était à l'origine destiné au lancement des fusées Falcon 9 et Falcon Heavy de l'entreprise mais en 2018, SpaceX annonce un changement de plans, indiquant que le site sera utilisé exclusivement pour Starship, le lanceur lourd nouvelle génération de la compagnie. En 2019 et 2020, le site a considérablement étendu ses capacités de production et de test, et est aujourd'hui activement employé pour la construction, le test et le lancement de prototypes du lanceur Starship.

## Historique

### Sélection du site
Dès 2011, des discussions ont lieu entre plusieurs États américains et SpaceX afin de trouver un accord pour construire le premier site de lancement de fusée commercial. L'entreprise cherche à se doter d'un site de lancement exclusif, un « Cap Canaveral privé ». L'entreprise spatiale est alors en discussion avec plusieurs États ayant des lieux propices à l'installation d'une base de lancement : le Texas, la Floride, la Géorgie et Porto Rico,.
En 2013, Elon Musk, dirigeant de SpaceX, affirme que le site au Texas est le candidat favori, bien que les propositions de sites en Floride et en Géorgie restent étudiées également. L’État américain consent à subventionner en partie les installations et à établir des lois permettant de fermer certaines plages et d'excéder les limitations en termes de bruit lors des lancements afin d'accueillir le site. En échange, le Texas s'attend à des retombées économiques grâce aux emplois créés dans la région et au tourisme. Musk annonce par ailleurs que l'entreprise prendra sa décision finale dans le courant de l'année,,.
En août 2014, le site du Texas est choisi par SpaceX. Le gouverneur, Rick Perry, annonce dans un communiqué un plan de 15,3 millions de dollars, dont 13 millions afin d'aider au financement des infrastructures. L’État s'attend à la création de 300 emplois et à un investissement privé de 85 millions de dollars de la part de l'entreprise. De son côté, la ville de Brownsville promet 5 millions de dollars de subventions et table sur 500 emplois sur une période de 10 ans.

### Acquisition
Avant même la décision finale du lieu du futur site de lancement en 2014, SpaceX commence à acquérir des terres près de Boca Chica Village. En 2014, l'entreprise est en possession de 16 hectares de terres et en loue 23 autres. Depuis, SpaceX continue d'acheter des terres et possède aujourd'hui plus de 40 hectares. En septembre 2019, la compagnie propose de racheter l'intégralité des maisons de Boca Chica Village pour trois fois le prix du marché.

### Construction

#### 2015 - 2019
La construction ne démarre véritablement qu'en 2015, avec le transport de 240 000 m3 de terre par camion sur le site. En effet, le lieu prévu pour la base de lancement est situé au milieu des marais sur des bancs de sable, à quelques centaines de mètres de l'océan. D'importants travaux de stabilisation du sol sont donc nécessaires afin de permettre la construction d'infrastructures massives nécessaires au lancement de fusées. Début 2016, d'autres analyses du sol révèlent des problèmes de fondations. SpaceX annonce que 2 ans supplémentaires de travail du sol seront nécessaires, et élève ses estimations de coût. La première phase de stabilisation des sols est néanmoins terminée en mai 2016.
En 2016 et 2017, deux antennes de suivi sont installées. Auparavant utilisées pour suivre la navette spatiale durant le décollage et l'atterrissage, elles servent désormais à suivre les capsules Crew Dragon de SpaceX lors de missions habitées. En janvier 2018, une station électrique alimentée par 2,6 hectares de panneaux solaires est installée par SolarCity afin de fournir une source indépendante d'électricité au centre de contrôle.
En 2017, le travail de construction ralentit considérablement, avant de reprendre en 2018 avec la construction des premières infrastructures de production et de lancement de fusées. Un pas de tir rudimentaire et des réservoirs de carburants cryogéniques (oxygène et méthane liquide) sont installés sur le site de lancement, situé à moins d'un kilomètre de la plage de Boca Chica, tandis que le site de construction, situé 1,6 kilomètre à l'ouest du site de lancement, se dote d'une première petite tente. En 2019 débute la construction d'un premier prototype du vaisseau Starship surnommé Starhopper. Un premier vol à 150 mètres d'altitude est par la suite effectué en juillet 2019.
L'année 2019 voit aussi la construction d'infrastructures se poursuivre. Une deuxième tente semi permanente, beaucoup plus grande, est installée, et une structure brise-vent d'une trentaine de mètres de haut est construite. Le site de lancement reçoit de nouveaux réservoirs d'une plus grande capacité ainsi qu'une aire d'atterrissage. En septembre 2019, la construction du premier prototype grandeur réelle, Starship Mk1, s'achève. Cependant, fin 2019, les infrastructures de production et de lancement restent très rudimentaires. Le pas de tir est une dalle de béton surmontée d'un treillis en acier, et une grande partie de la construction des prototypes de Starship s'effectue en plein air dans un environnement venteux, sableux et poussiéreux.

#### 2020 - 2021
Ce n'est qu'à partir de 2020 que le site de Boca Chica se dote d'une véritable infrastructure de production de masse, capable de réaliser plus d'une dizaine de prototypes par an. Ainsi, le site de construction se dote au premier trimestre 2020 de 2 grosses tentes semi permanentes de 150 mètres de long pour 12 mètres de haut, ainsi que d'un bâtiment d'assemblage appelé Midbay, d'environ 50 mètres de haut, capable d'accueillir l'assemblage de deux Starships simultanément. La construction d'un bâtiment similaire débute en juillet 2020 avant de s'achever 3 mois plus tard. Appelé Highbay et d'une hauteur de presque 80 mètres, il est destiné à accueillir l'assemblage du premier étage Super Heavy ainsi que l'empilement et le soudage de la coiffe d'un Starship sur le corps principal d'un Starship. Du côté du site de lancement, 2 supports de lancements en treillis métallique temporaires sont installés, ainsi que de nouveaux réservoirs de stockage. La construction d'un pas de tir permanent en béton débute en août 2020. Ce pas de tir est destiné a accueillir les lancements de vols orbitaux du Starship. La construction de ce pas de tir s'intensifie après le vol du Starship SN15 avec un objectif d'être opérationnel dès juillet 2021. Une tour en segments préfabriqués construits sur place est assemblée aux côtés du support de lancement. D'une hauteur finale de 122 mètres, cette tour comporte une grue permettant d'assembler un second étage Starship au-dessus d'un premier étage SuperHeavy. Elle assure également le remplissage du carburant de la fusée. Enfin, cette tour pourrait également servir à attraper un booster SuperHeavy et un second étage Starship lors de son retour après leur lancement dans le but d'effectuer une réutilisation rapide. Le pas de tir se dote également à partir de mai 2021 de toutes les infrastructures nécessaires à un lancement orbital de Starship, notamment les installations cryogéniques de stockage et d'alimentation en carburant. Plusieurs gros réservoirs destinés au stockage de l'oxygène liquide et de méthane liquide sont ainsi installés après avoir été construits sur le site suivant la même technique que la fusée.

#### 2022
Début de l'année 2022, SpaceX effectue un test de sa tour de lancement et de ses "bras attrapeur de fusées".
En septembre, un test du prototype S24 a déclenché un incendie, brûlant environ 25 hectares de terrain, au sein de la zone protégée de Las Palomas. Dans la zone brûlée, de la végétation a été détruite et des crabes sont morts.

#### 2023
Dès le début du mois de janvier 2023, SpaceX se prépare à réaliser un premier vol de test orbital du Starship. Elon Musk annonce un vol fin-février ou début mars. En vue du vol orbital, l'entreprise réalise plusieurs tests, notamment une répétition générale de lancement le 23 janvier puis plusieurs allumage statique du SuperHeavy en février.
La Federal Aviation Administration (FAA) accorde à SpaceX une autorisation de lancement le 14 avril. Une première tentative est réalisée le 17 avril, mais est annulé à la suite d'un problème lors du remplissage en carburant. Le Starship décolle donc le 20 avril. Le début du vol se déroule comme prévu, bien que plusieurs moteurs ne s'allument pas, mais SpaceX perd le contrôle du prototype lors de la séparation. La fusée est détruite peu après. L'entreprise considère toutefois le vol comme un succès.
L'un des objectifs principaux était de s'éloigner au plus loin du pas de tir pour ne pas l’abîmer en cas d'explosion. Si le pas de tir n'a effectivement pas été détruit, le décollage a causé de nombreux dégâts : certains réservoir de carburant ont été percés et la dalle de béton située sous la table de lancement a été pulvérisée. De nombreux débris ont été projetés, détruisant notamment une voiture garée à proximité. De la poussière, probablement composée de sable, s'est répandue dans une zone comprenant plusieurs villes.

## Sites

### Création d'une municipalité
En décembre 2024, trois employés et ex-employés de SpaceX ont déposé une requête en incorporation demandant la tenue d'une élection afin de déterminer si Starbase, jusqu'alors simple site de lancement et campus de SpaceX, devait acquérir un véritable statut de municipalité. Le 3 mai 2025, un vote a validé la transformation d'une partie du territoire de Boca Chica en une ville baptisée Starbase. La ville nouvelle s'étend sur 4,2 km² environ et englobe certaines parties de Boca Chica Village, qui n'est pas constitué en municipalité. À sa création, Starbase compte plus de 200 habitants et dispose d'un gouvernement municipal restreint (un maire et deux commissaires municipaux, tous trois employés ou ex employés de SpaceX). Plus des trois cinquièmes des électeurs travaillent pour SpaceX et, sur les 247 terrains résidentiels concernés, seuls 10 n'appartiennent ni à SpaceX ni à ses employés. Selon une porte-parole de SpaceX, « l'incorporation de Starbase simplifiera les processus nécessaires à la construction des infrastructures nécessaires à faire de la région un lieu de vie de classe mondiale – pour les centaines de personnes qui y vivent déjà, ainsi que pour les futurs travailleurs désireux de contribuer à construire l'avenir de l'humanité dans l'espace ».

## Usages

### Essais de Starship
Depuis 2019, le complexe accueille les essais du prototype Starhopper qui a effectué des vols allant jusqu'à 150 m. Par la suite, des prototypes de Starships effectuent des essais de vol, avec notamment le premier vol à haute altitude effectué le 9 décembre 2020 par le prototype SN8.

### Lancements orbitaux
Le site sera à terme composé d'au moins trois pas de tir, deux suborbitaux déjà opérationnels et un pas de tir orbital qui a été achevé début août 2021. Environ 5 lancements orbitaux et 5 lancements suborbitaux sont prévus  annuellement.

## Impact économique et social

### Troubles pour les habitants
Malgré l'approbation de la FAA en 2014 pour la construction du site, SpaceX admet en 2019 qu'il n'avait pas prévu certaines nuisances pour des habitations situées à moins de 3 kilomètres du site. Cette nouvelle base cause des désagréments pour les habitants, tel que le bruit et les risques de projectiles à la suite d'explosions, ou encore l'évacuation complète de tous les habitants présents dans une zone de sécurité autour du site, et ce pour chaque vol d'essai ou tir statique. L'entreprise américaine prévoit également une intensification de sa cadence de lancement, qui contribue significativement aux nuisances pour ces riverains. Elle propose alors de racheter les maisons jusqu'à trois fois le prix du marché. Cependant plusieurs riverains s'opposent à ce rachat, soit par attachement à leur quartier, soit car ils jugent l'offre de l'entreprise trop basse,.

### Tourisme
SpaceX aimerait également transformer Boca Chica en « un endroit incroyable pour vivre et travailler » et pouvoir organiser des activités autour de Boca Chica en construisant un spatioport, le tout premier du XXIe siècle, dont l'entreprise se préoccupe déjà en cherchant un « gestionnaire pour un projet de complexe touristique », dont le rôle serait de « superviser le développement du premier complexe touristique de SpaceX, de sa création à sa réalisation ». Il serait précisément situé à Brownville, à quelque kilomètres de Boca Chica.[réf. nécessaire]

## Galerie

Site de production Starbase.
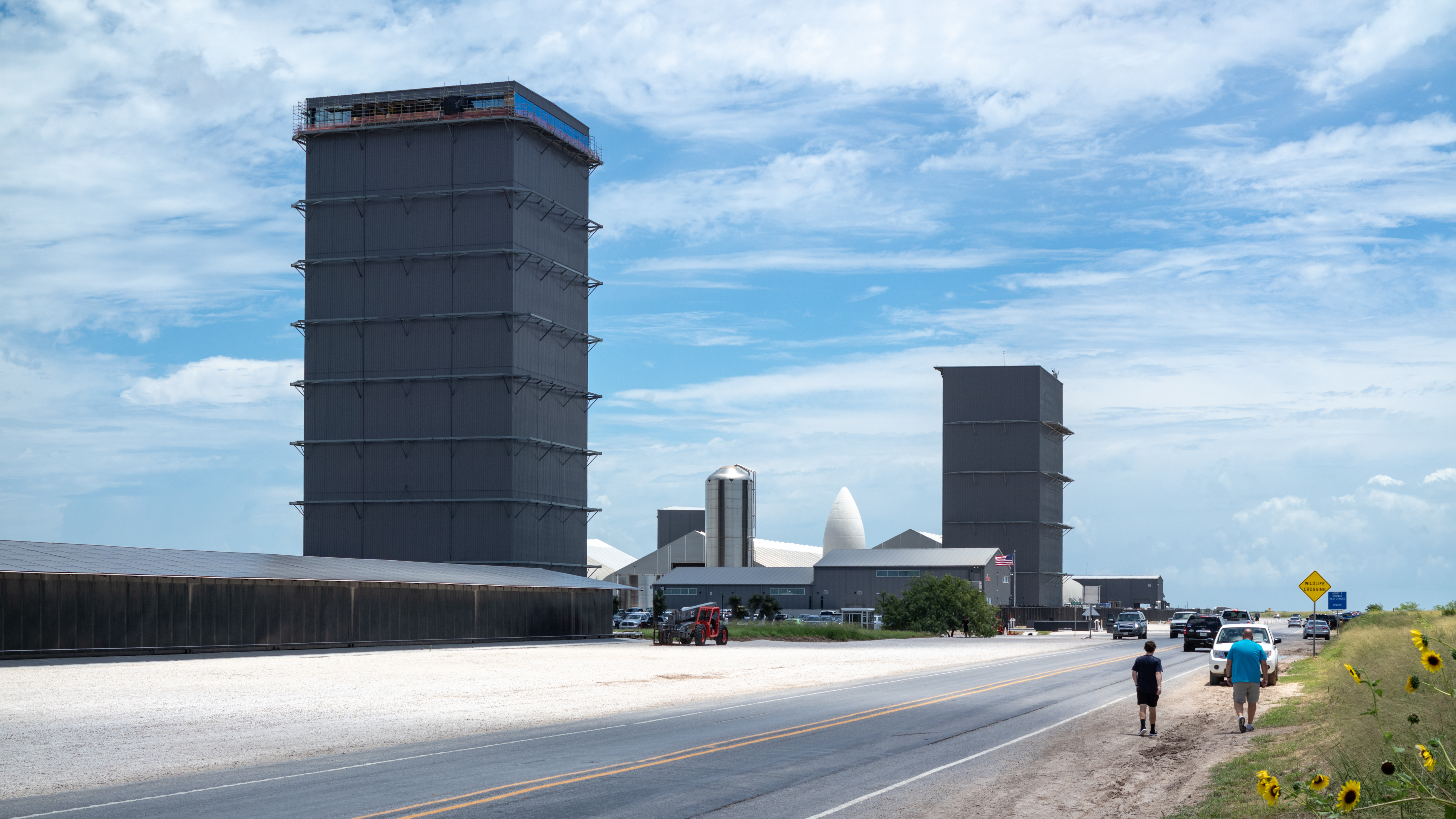
Les deux tours d'assemblage.
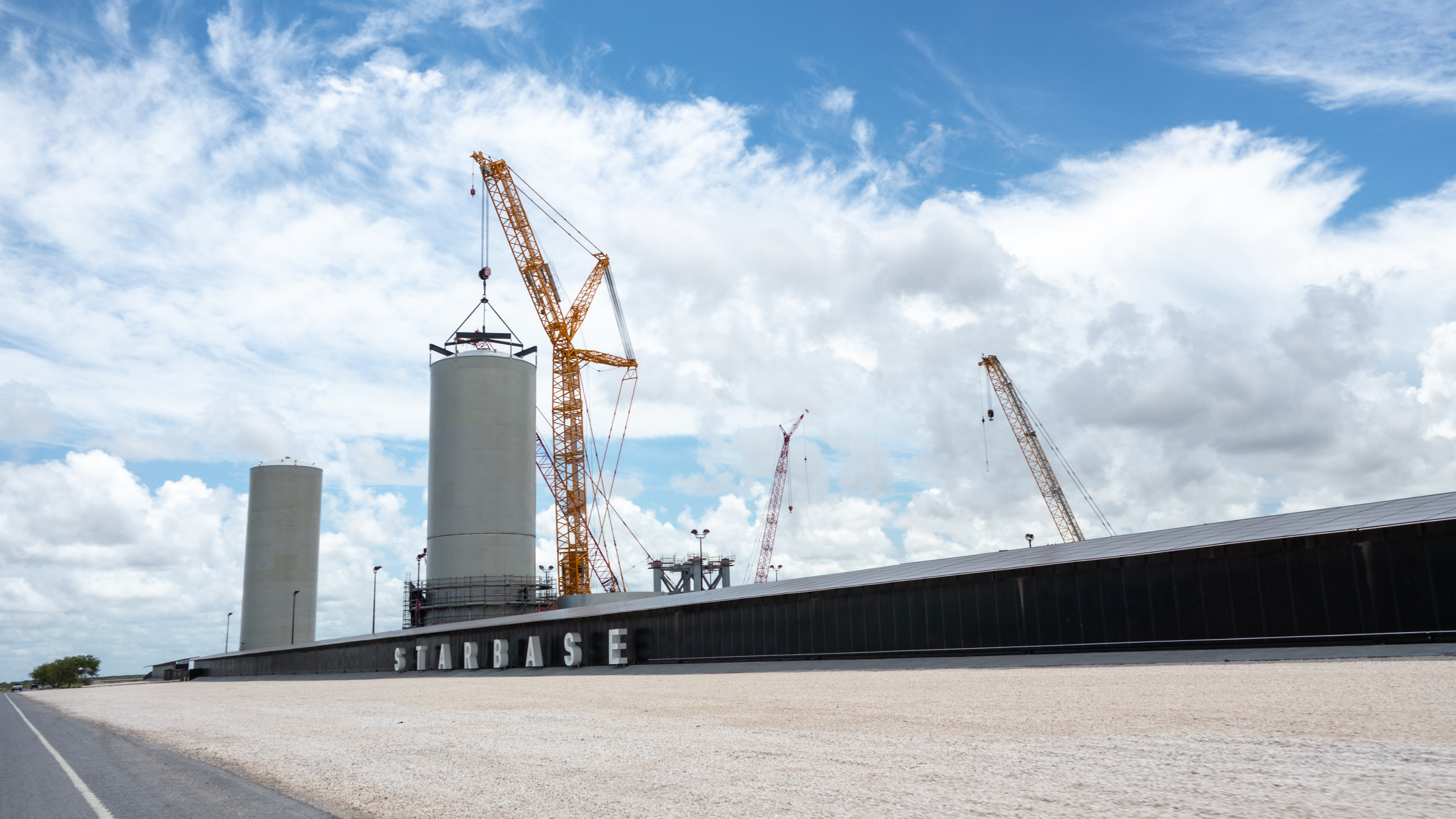
Vue des cuves de réservoir.
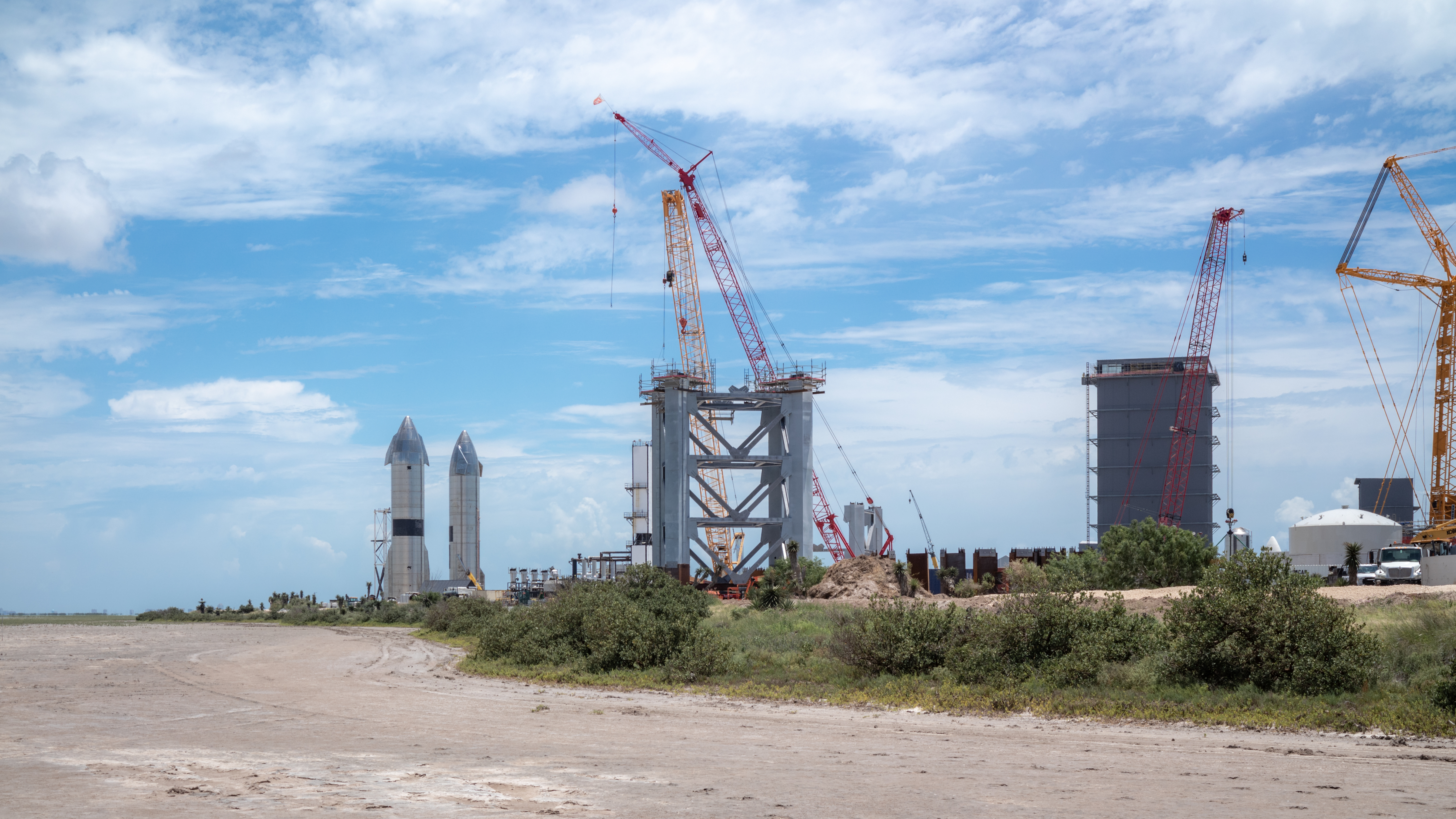
Vue du site de production et les deux Starships.
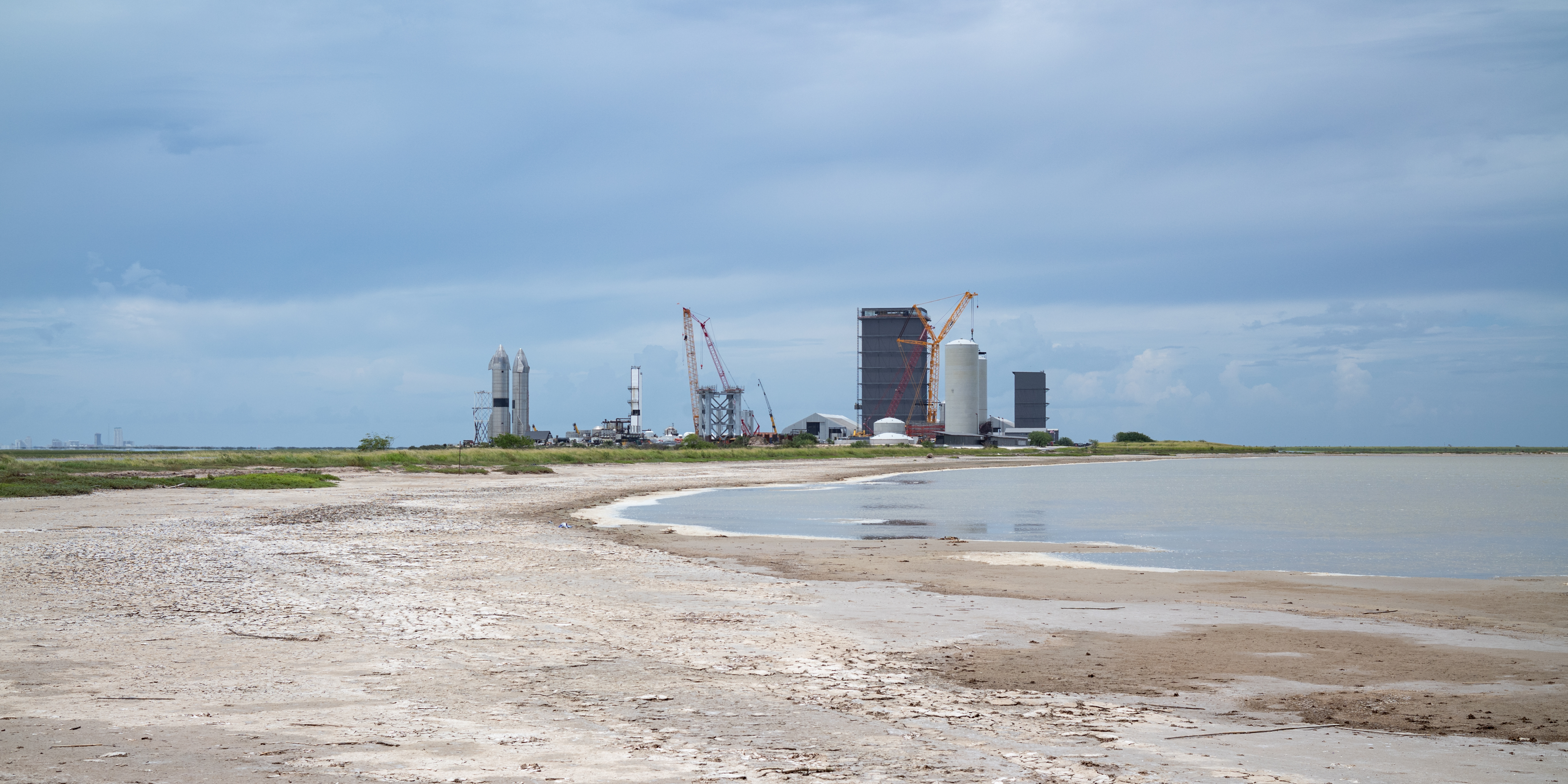
Vue panoramique du site.
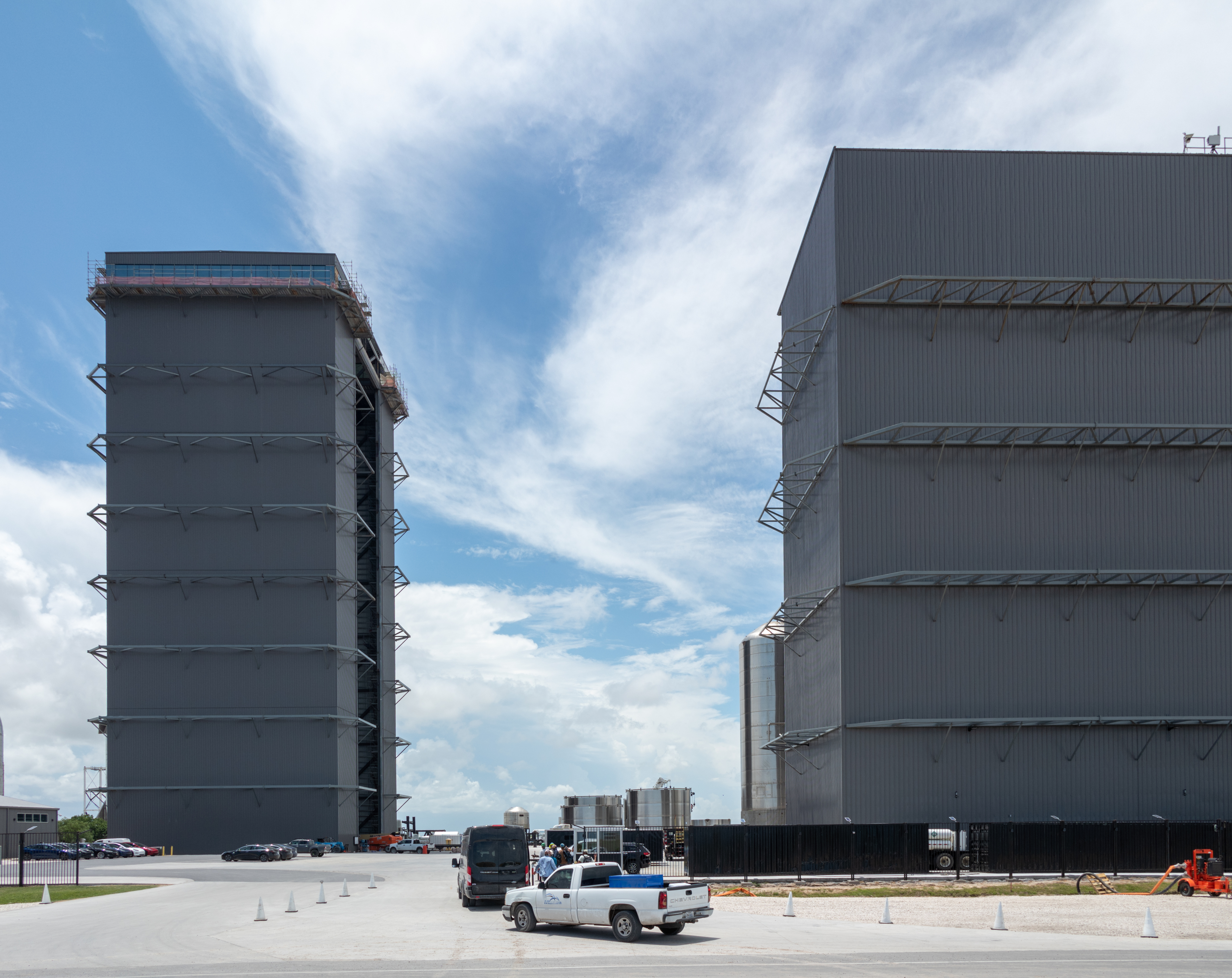
Les deux tours d'assemblage.

Le site de lancement.
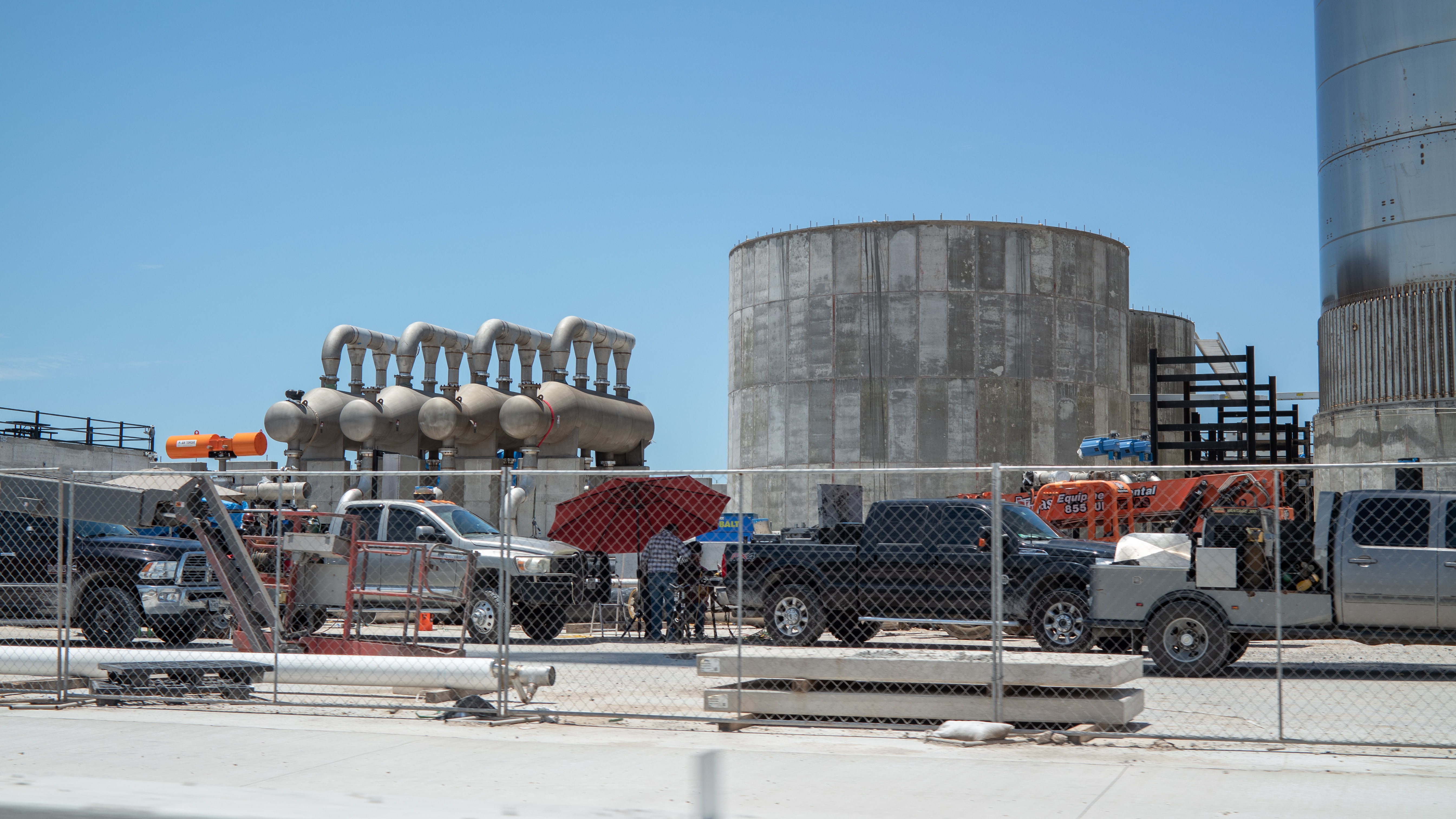
Vue du chantier du site de lancement.
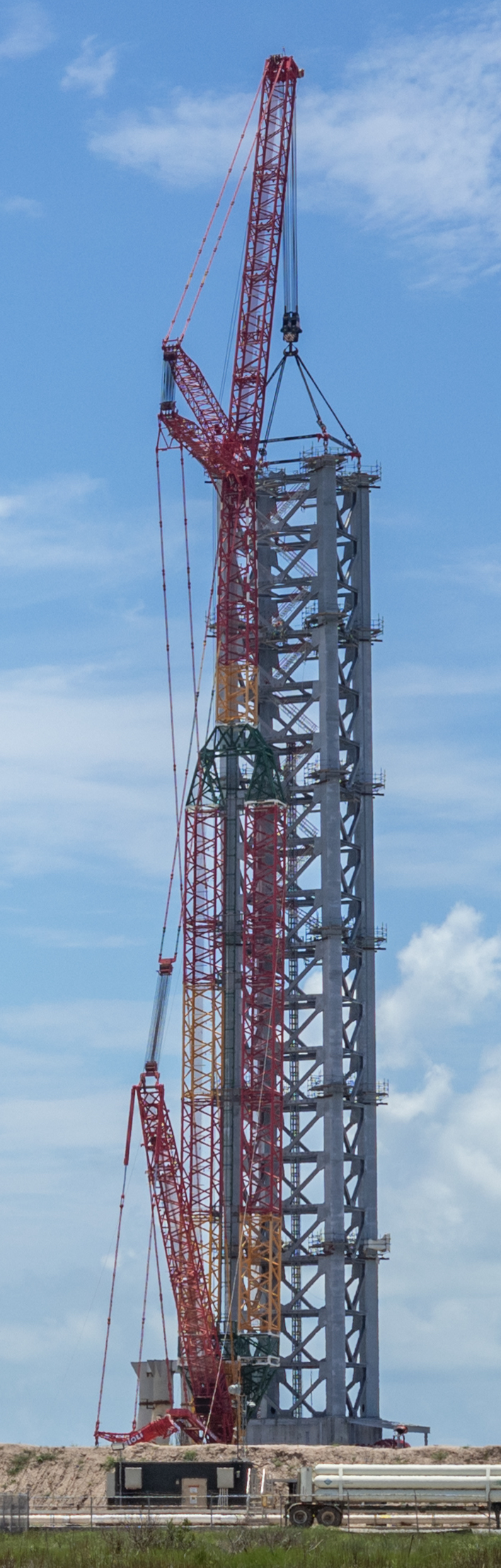
La tour de lancement et la grue "Frankencrane".
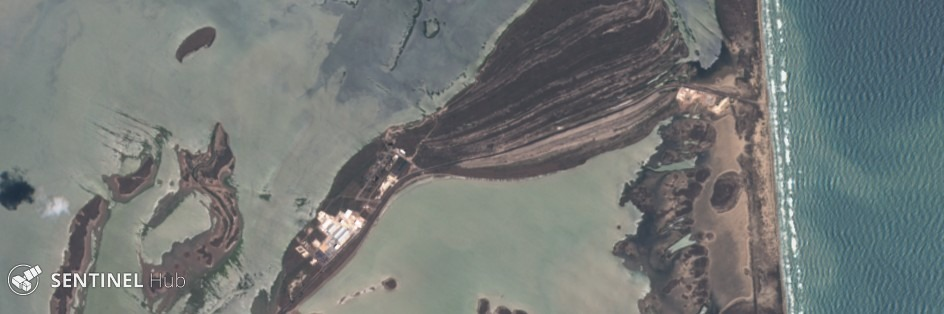
Vue aérienne du site.
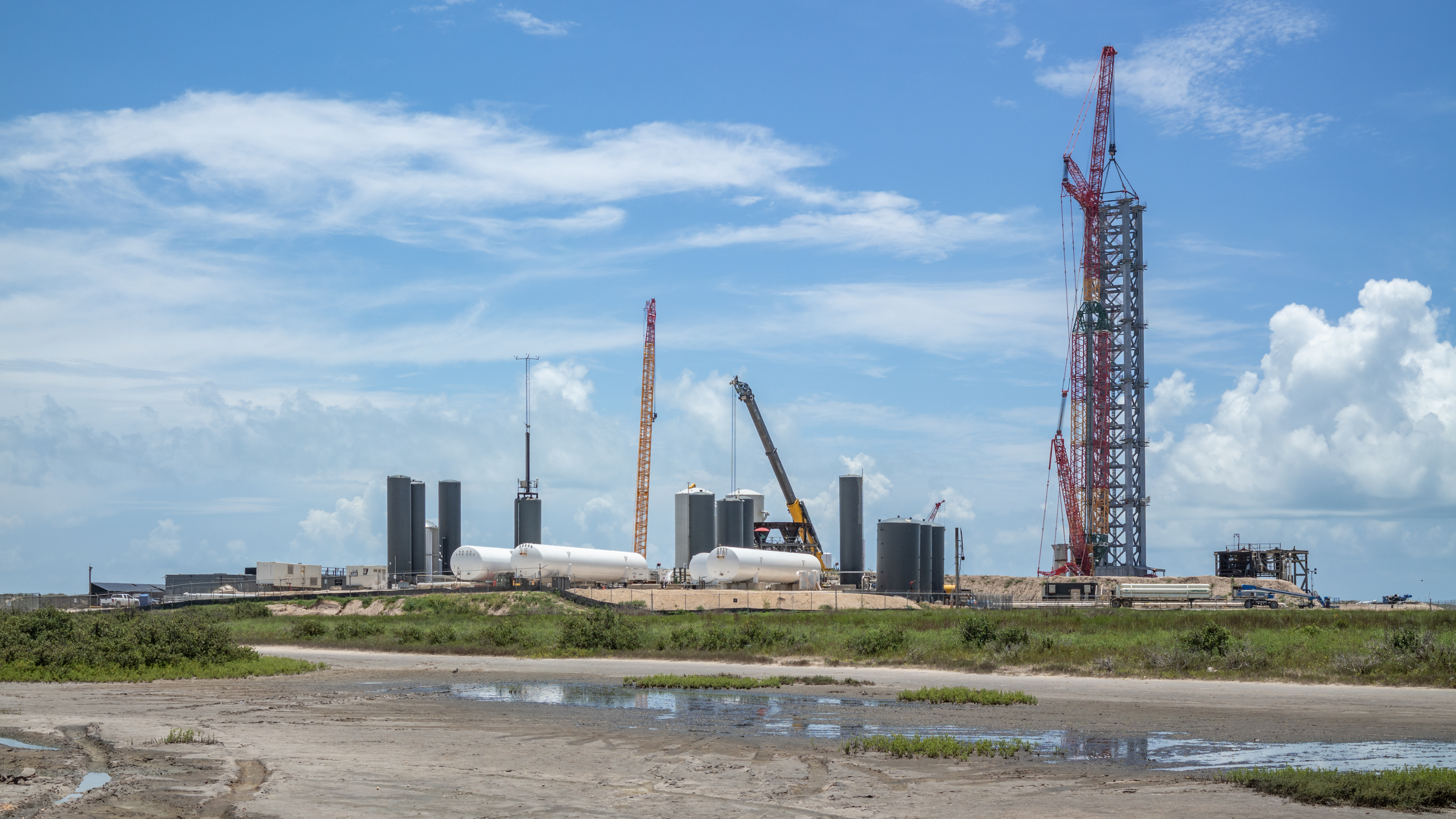
Vue du site de lancement.
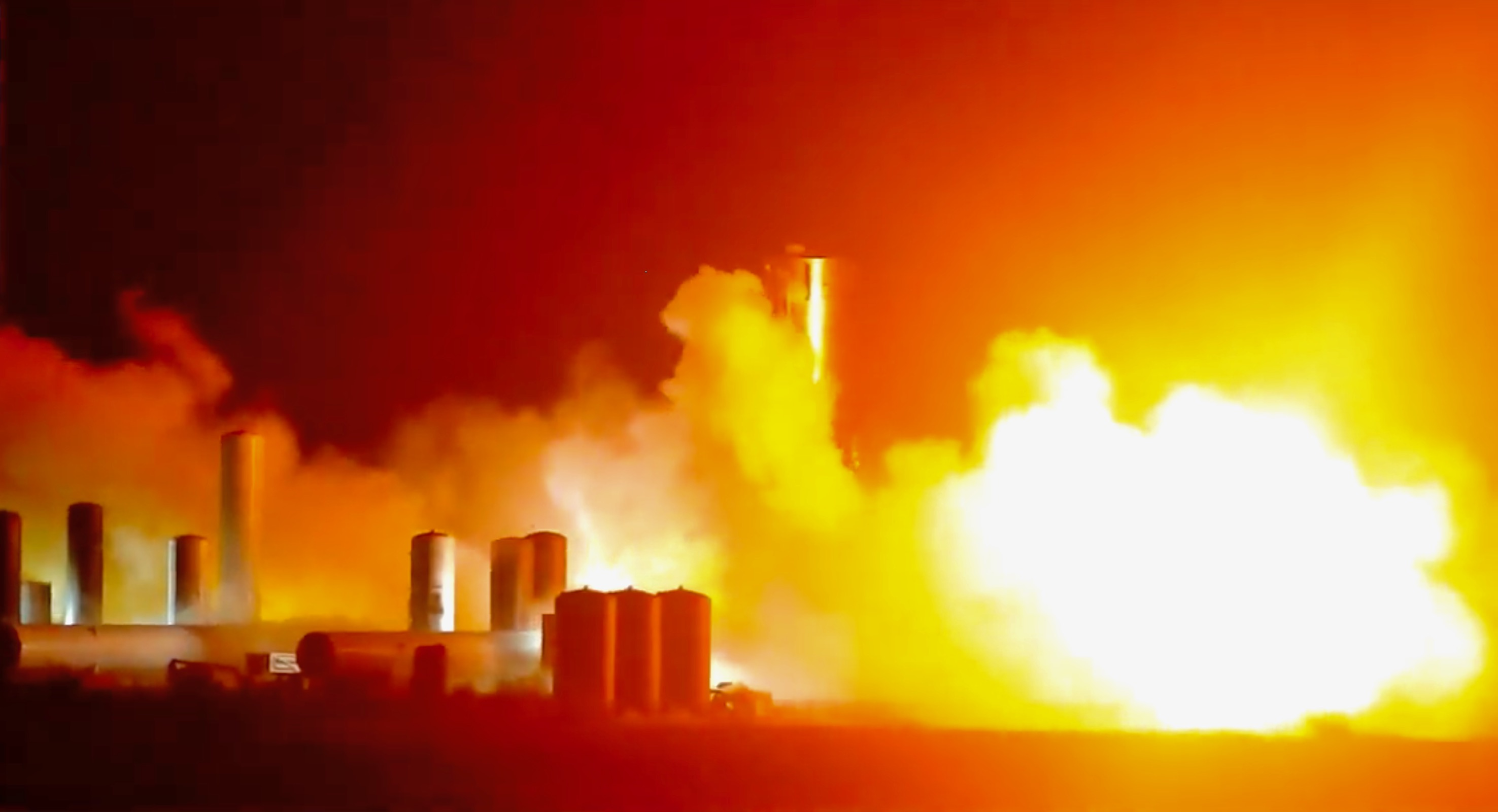
Mise à feu du prototype du Starship SN4 en 2020.